# Cambarincola floridanus
Cambarincola floridanus är en ringmaskart som beskrevs av Goodnight 1941. Cambarincola floridanus ingår i släktet Cambarincola och familjen Cambarincolidae. Inga underarter finns listade i Catalogue of Life.